# Sanae Kobayashi
Sanae Kobayashi (小林 沙苗 Kobayashi Sanae, 26 janvier 1980) est une seiyū née à Shizuoka.

## Rôle

### Anime
- Allen Walker de D.Gray-man
- Akira Okuzaki in My-HiME et My-Otome
- Akira Touya de Hikaru no Go
- Fujiwara no Akiko de Shounen Onmyouji
- Ally Connolly de Element Hunters
- Antonia Bellucci de Heat Guy J
- Aqune de Spider Riders
- Asuka Atsukawa de E's Otherwise
- Asuka Tenjouin de Yu-Gi-Oh! Duel Monsters GX et Yu-Gi-Oh! Arc-V
- Canon Memphis de Fafner of the Azure
- Cathy Glass de Macross Frontier
- Cha-che de Buzzer Beater
- Chris Thorndyke de Sonic X
- Coop de Avenger
- Eiko Nikaido de Persona: Trinity Soul
- Daedalus Yumeno de Ergo Proxy
- Eleanor Campbell de Emma
- Elizabetta de Fushigiboshi no Futagohime Gyu!
- Ender de .hack//Roots
- Ennis de Baccano!
- Fūko Mimuro de Gilgamesh
- Gemini Sunrise de Sakura Taisen New York NY
- Greta de Pokémon
- Haru Kikuchi de Someday's Dreamers
- Hitomi Kishawa de NHK ni yōkoso!(Bienvenue dans la N.H.K!)
- Hong Lihua de Sousei no Aquarion
- Inori Misasagi de Memories Off 3.5 The Moment of Wishing
- Kanami Ishizaki de Darker than Black
- Karen, Fumi & Lily de Geneshaft
- Kinkaku, Ginkaku de Saiyuki Reload
- Kitagawa de Genshiken
- Kitori Palvanef de Area 88
- Kiwako de La Fille des enfers
- Kotaro de Papuwa
- Kotaro de Papuwa (2003 version)
- Kumi Mashiba de Fighting Spirit
- Lady Bat, Fuku-chan & Maria de Mermaid Melody Pichi Pichi Pitch Pure
- Lilith de Yami to Boushi to Hon no Tabibito
- Lucy et Nyū|Lucy/Nyū de Elfen lied
- Madlax (マドラックス) de Madlax
- Mai de Hand Maid May
- Mai Minase de .hack//Liminality
- Maki de GetBackers
- Manaka Kisaragi de Boogiepop Phantom
- Mare de Shakugan no Shana II
- Maria de Mermaid Melody Pichi Pichi Pitch
- Maya Kitajima de Glass Mask
- Mine de Karneval
- Misaki Yosano de Hantsuki
- Miss Midori de Astro Boy (2003)
- Moonlight Lady de Suzuna
- Nami de I"s
- Natalia de El Cazador
- Natsumi Raimon de Inazuma Eleven
- Pi (Episode 12 - 14, 16 - 16) de .hack//Roots
- Rahzel de Hatenkou Yugi
- Ratio de Hamatora the animation
- Reiko Natsume de Natsume Yūjin-chō
- Reinforce de Magical Girl Lyrical Nanoha A's
- Rena Uzuki de Najica Blitz Tactics
- Ritsuko Fukuda de D.N.Angel
- Roberta de Ashita no Nadja
- Rosseta's Agent de Kaleido Star
- Ruruka de Monkey Typhoon
- Sara Nome de Macross Zero
- Sasame de Naruto
- Satsuki Kitaōji de Ichigo 100%
- Scarlett de Cosprayers
- Squirtle de Pokémon Mystery Dungeon: Team Go-Getters Out Of The Gate!
- Sophie Casterwill de Huntik: Secrets & Seekers
- Susanna Bluestein de Divergence Eve
- Teko Kitagawa de K.R.I.E.G.
- Venus de Spider Riders
- Xing Huo de Tsubasa: Reservoir Chronicle
- Yagiri Namie de Durarara
- Yoko Katsuragi de LOVE♥LOVE?
- Physis de Toward the Terra

### CD Singles
- Misaki Ayuzawa de Kaichou wa Maid-sama!

### Jeux vidéo
- Cecilia Lynn Adlehyde de Wild Arms: Alter Code F
- Ice Climbers de Super Smash Bros. Melee et Super Smash Bros. Brawl
- Gemini Sunrise de Sakura Taisen V
- Lydie Erlanger de Castlevania: Harmony of Dissonance
- Mare de Shakugan no Shana
- Kat de Gravity Rush
- Ohatsu de Onimusha: Dawn of Dreams
- Inori Misasagi in Memories Off ~And Then~
- Inori Misasagi in Memories Off ~And Then Again~
- Vent & Aile de Mega Man ZX
- Aile de Mega Man ZX Advent
- Iria Silvestoli in Star Ocean: The First Departure
- Seong Mi-na in SoulCalibur IV
- Sergent Neyla  de Sly 2 : Association de voleurs
- Tighnari de Genshin Impact
- Forte de Rune Factory 4

### Voix pour des films
- Films avec Angelina Jolie
- Ashley Hammond (Tracy Lynn Cruz) de Power Rangers dans l'espace et Power Rangers : L'Autre Galaxie
- Alex O'Connell (Freddie Boath) de Le Retour de la momie
- Demi lune de Indiana Jones et le Temple maudit
- Marissa Cooper (Mischa Barton) de Newport Beach
- Films et séries avec Selena Gomez
- Lady Penelope Creighton-Ward (Sophia Myles) in Thunderbirds (film, 2004)
- Ben de Thomas et ses amis